# ベッツィ・キング
ベッツィ・キング（Betsy King、1955年8月13日 - ）はペンシルベニア州レディング出身のアメリカ合衆国の女子プロゴルファー。1977年からLPGAツアーに参戦し、メジャー6大会を含む通算34勝をあげている。

## 来歴
キングはファーマン大学でゴルフをプレーしていた。チームメイトにはベス・ダニエルがいた。1976年の全米女子オープンでローアマチュア（最優秀アマチュア選手）となり、翌1977年にプロ転向、LPGAツアーに参戦した。初勝利は1984年のウィメンズケンパーオープンで、この年3勝をあげ、21の大会でトップ10入りを果たし、LPGAプレーヤー・オブ・ザ・イヤーの栄冠に輝いた。1984年から1989年までの間にLPGAツアーで20勝をあげている。
キングは1984年の初勝利以後の10年間、1989年の6勝を頂点として毎年少なくとも1勝はあげ続けた。1985年から1995年まで毎年賞金ランキング上位10位以内に名を連ね、1997年に再度トップ10に返り咲いた。またキングはプレーヤー・オブ・ザ・イヤーを3回、年間最少平均スコアのタイトル（ベアトロフィー）を2回、賞金女王のタイトルを3回獲得している。1993年にはトーナメントでは1勝しかあげていなかったが、メジャー2大会を含め5試合で2位になり、最少平均スコアと賞金女王のタイトルを獲得した。1987年から1992年までコンスタントにメジャー大会で勝ち続け、1997年に6度目のメジャーを制した。LPGAにおける最後の34勝目を2001年にあげた。30勝目をあげた1995年に世界ゴルフ殿堂入りを果たした。
1994年から2004年までキングがホストを務める大会があった。キングは慈善活動家でもあり、住宅建設非営利団体ハビタット・フォー・ヒューマニティ・インターナショナル (HFHI) を組織し、旧ソビエト圏の国々で孤児救済機関と共に働いている。彼女は5回ソルハイムカップアメリカツアーチームの代表選手となり、2007年9月にスウェーデンハルムスタッドで開催された同大会ではチームの主将を務め、トータル16ポイント対12ポイントでヨーロッパチームを下し、自軍を勝利に導いた。1994年以降20年にわたり、LPGA賞金ランキングはイングランドのローラ・デービース、スウェーデンのアニカ・ソレンスタム、オーストラリアのカリー・ウェブ、メキシコのロレーナ・オチョア、韓国の申智愛、チェ・ナヨン、朴仁妃、台湾のヤニ・ツェンが君臨し、2013年のシーズン終了時点までキングは最後のアメリカ人賞金女王であった。しかし2014年にステイシー・ルイスが21年振りのアメリカ人賞金女王となった。

## LPGAツアーの優勝歴
通算34勝。太字はメジャートーナメント大会。
- 1984年：3勝
- 1985年：レイルチャリティ・ゴルフ・クラシックなど2勝
- 1986年：レイルチャリティ・ゴルフ・クラシックなど2勝
- 1987年：ナビスコ・ダイナ・ショア大会など4勝
- 1988年：レイルチャリティ・ゴルフ・クラシックなど3勝
- 1989年：全米女子オープンなど6勝
- 1990年：ナビスコ・ダイナ・ショア大会、全米女子オープンなど3勝
- 1991年：LPGAコーニングクラシックなど2勝
- 1992年：全米女子プロゴルフ選手権など3勝
- 1993年：東レ・ジャパンクイーンズカップの1勝
- 1995年：ショップライトLPGAクラシックの1勝
- 1997年：ナビスコ・ダイナ・ショア大会の1勝
- 2000年：LPGAコーニングクラシックなど2勝
- 2001年：ショップライトLPGAクラシックの1勝

## LPGAツアー以外の優勝
- 1985年：全英女子オープン

※同大会がLPGAツアーに組み込まれる以前の優勝である（当然メジャー大会でもない）。

## LPGAメジャー大会の成績
| トーナメント                   | 1976 | 1977 | 1978 | 1979 | 1980 |
| ------------------------------ | ---- | ---- | ---- | ---- | ---- |
| ナビスコ・ダイナ・ショア大会 † | ...  | ...  | ...  | ...  | ...  |
| 全米女子プロゴルフ選手権       | DNP  | DNP  | T49  | CUT  | T27  |
| 全米女子オープン               | T8   | CUT  | T20  | CUT  | CUT  |
| デュモーリエ・クラシック       | ...  | ...  | ...  | T26  | DNP  |

| トーナメント                 | 1981 | 1982 | 1983 | 1984 | 1985 | 1986 | 1987 | 1988 | 1989 | 1990 |
| ---------------------------- | ---- | ---- | ---- | ---- | ---- | ---- | ---- | ---- | ---- | ---- |
| ナビスコ・ダイナ・ショア大会 | ...  | ...  | T52  | T24  | T7   | 4    | 1    | T35  | T4   | 1    |
| 全米女子プロゴルフ選手権     | T38  | T21  | T11  | T7   | T44  | CUT  | 2    | T24  | T8   | T5   |
| 全米女子オープン             | T21  | T25  | T32  | T5   | T8   | T3   | T4   | T12  | 1    | 1    |
| デュモーリエ・クラシック     | T38  | T12  | T25  | 3    | CUT  | T3   | 7    | T19  | T2   | T10  |

| トーナメント                 | 1991 | 1992 | 1993 | 1994 | 1995 | 1996 | 1997 | 1998 | 1999 | 2000 |
| ---------------------------- | ---- | ---- | ---- | ---- | ---- | ---- | ---- | ---- | ---- | ---- |
| ナビスコ・ダイナ・ショア大会 | T11  | 56   | T2   | T48  | T11  | CUT  | 1    | T61  | 77   | CUT  |
| 全米女子プロゴルフ選手権     | 7    | 1    | T4   | T17  | T11  | T14  | T53  | T37  | T69  | T23  |
| 全米女子オープン             | T28  | T16  | T7   | T6   | T3   | CUT  | T28  | CUT  | T47  | T46  |
| デュモーリエ・クラシック     | T6   | T28  | 2    | T4   | T5   | CUT  | T3   | 3    | DNP  | T23  |

| トーナメント               | 2001 | 2002 | 2003 | 2004 | 2005 | 2006 | 2007 |
| -------------------------- | ---- | ---- | ---- | ---- | ---- | ---- | ---- |
| クラフト・ナビスコ選手権 † | 74   | T36  | T28  | T58  | T62  | DNP  | DNP  |
| 全米女子プロゴルフ選手権   | T54  | T47  | CUT  | T17  | CUT  | DNP  | DNP  |
| 全米女子オープン           | CUT  | CUT  | CUT  | CUT  | DNP  | DNP  | DNP  |
| 全英女子オープン ^         | DNP  | 59   | CUT  | T60  | DNP  | DNP  | DNP  |

† 現在クラフト・ナビスコ選手権として知られているこのトーナメントは1999年までナビスコ・ダイナ・ショア大会であった。2000年にナビスコ選手権になり、2002年に現在の名称となった。

^全英女子オープンは 2001年からデュモーリエ・クラシックの代わりにLPGAメジャー大会に昇格した。

DNP = 出場せず

CUT = 予選落ち

WD = 棄権

DQ = 出場資格無し

... = メジャー大会ではなかった

"T" = 複数の選手と順位を分け合った（タイ）

グリーン地は優勝、黄色地はトップ10入りを表している。